# 查尔斯·伯内特·威尔逊
Charles Burnett “C.B.” Wilson (1850年7月4日 – 1926年12月12日)，英国人，是大溪地水厂的管理者。 卡拉卡瓦国王名下消防队长，利留卡拉尼女王名下元帅。，有一子为John H. Wilson。
1. ↑  . state archives digital collections. state of Hawaii.   [2010-01-05]. （原始内容存档于2012-03-06）.